# قسطنطين جارديم
قسطنطين جارديم هو لاعب كرة قدم برتغالي في مركز الهجوم، ولد في 15 نوفمبر 1967 في لوبانغو في أنغولا. لعب مع ديبورتيفو داس أيفيس ونادي تونديلا ونادي ليفانتي.

## وصلات خارجية
- قسطنطين جارديم على موقع قاعدة بيانات كرة القدم.إي يو (الإنجليزية)
- قسطنطين جارديم على موقع عالم كرة القدم.نت (الإنجليزية)